# Harlech Castle
Harlech Castle er en walisisk middelalderborg på toppen af en klippe ved det Irske Hav som vartegn for byen Harlech i Gwynedd. Den blev opført af Edvard 1. under hans invasion af Wales mellem 1282 og 1289 til en pris på £8.190. Det var en enorm sum. I de næste århundreder spillede fæstningen en vigtig rolle i adskillige krige. Den modstod Madog ap Llywelyns belejring i 1294–95, men faldt for Owain Glyndŵr i 1404. Det blev herefter Glyndŵrs bopæl og militært hovedkvarter under resten af det walisiske oprør, til den blev generobret af englænderne i 1409. I rosekrigene tilhørte Harlech Huset Lancaster i syv år, inden Huset Yorks tropper tvang dem til at overgive sig i 1468. Denne belejring blev senere beskrevet i sangen "Men of Harlech". Efter udbruddet af den engelske borgerkrig i 1642 var borgen okkuperet af tropper, der var loyale mod kong Charles 1., og de holdt den frem til 1647, hvor den var den sidste fæstning, der overgav sig til rundhovederne. I 2000-tallet bliver ruinerne drevet som turistattraktion af Cadw, der er den walisiske regerings organisation, der varetager historiske bygninger.
UNESCO betragter Harlech som "det fineste eksempel på sen 1200-tals og tidlig 1300-tals militærarkitektur i Europa", og borgen er klassificeret som et Verdensarvssted sammen med Edvard 1.'s andre borge og bymure i Gwynedd. Fæstningen blev bygget af lokale sten i et koncentrisk design, der indeholder en stor portbygning, der sandsynligvis har indeholdt fornem beboelse for borgens øverstbefalende og gæster. Havet har ligget meget nærmere, end det gør i moderne tid, og en havport og en lang trappe leder ned til den tidligere kyst, som gjorde det muligt at få nye forsyninger bragt til borgen under belejring. I sammenligning med Edvard 1.'s andre borge i Nordwales har Harlech Castle mange træk, som minder om dem, der findes i grevskabet Savoy fra samme periode. De kan sandsynligvis henføres til arkitekten James af Saint George, der kom fra Savoyen.

## Historie

### 1200- og 1300-tallet
Ifølge lokal mytologi bliver området i North Wales, hvor Harlech Castle er bygget, forbundet med legenden om den walisiske prinsesse Branwen. Men der er ingen tegn på, at der har været bygget en fæstning på stedet af de indfødte walisere. Englands konger og walisiske prinser havde kæmpet om kontrollen i North Wales siden 1070'erne, og konflikten var blusset op på ny i 1200-tallet. Det ledte Edvard 1. til at sætte ind i Wales for anden gang under sit styre i 1282. Edvard invaderede North Wales med en stor hær, der skubbede dem fra Carmarthen og mod vest fra Montgomery og Chester. Engelske tropper avancerede ned mod Conwy valley og mod Dolwyddelan og Castell y Bere, videre mod Harlech som sir Otton de Grandson indtog med 560 mand i maj.
Edvard beordrede opførelsen af en borg ved Harlech; den var en blandt syv, som han fik bygget i North Wales i forbindelse med felttogt i 1282. Pengene til første fase af byggeriet kom i midten af maj, og tømrere og 35 stenhuggere blev sendt afsted i juni og juli for begynde arbejdet. I vinteren 1283 stod den indre mur allerede i 4,5 meters højde. Det gjorde det muligt at forsvare borgen i tilfælde af et angreb. Der var ligeledes etableret en lille planlagt by ved siden af borgen. John de Bonvillars blev udnævnt som kommandør af borgen i 1285, og efter hans død i 1287 overtog hans hustru, Agnes, rollen frem til 1290.
Byggeriet fortsatte under ledelse af James af Saint George, der var en arkitekt og militæringeniør fra Savoyen. I 1286, hvor byggearbejdet stod på sit højeste, var der engageret 546 arbejdsmænd, 115 folk i stenbruddet, 30 smede, 22 tømrere og 227 stenhuggere, og projektet kostede næsten £240 om måneden. Borgen stod stort set færdig ved udgangen af 1289 og havde kostet omkring £8.190, hvilket var omtrent 10 % af de £80.000, som Edvard havde brugt på opførelsen af borge i Wales mellem 1277 og 1304.
Harlech blev udstyret med en garnison på 36 mand: 10 armbrøstskytter, en præst, tømrer og stenhugger og Master James blev belønnet med at blive gjort til konstabel på Harlech fra 1290–93. I 1294 begyndte Madog ap Llywelyn et oprør mod det engelske styre, der hurtigt spredte sig over hele Wales. Adskillige byer, som englænderne kontrollerede blev raseret og ødelagt, og Harlach blev sammen med Criccieth Castle og Aberystwyth Castle belejret denne vinter. Friske forsyninger blev sendt over havet fra Irland. De kom ind på borgen via porten ud mod vandet. Oprøret blev bragt til ende. Der blev herefter tilføjet yderligere forsvarsværker ved stien ned til havet. Der blev udført yderligere arbejde på borgen mellem 1323 og 24, efter Despenser War; Edvard 2. blev truet i området af familien Mortimer Marcher Lord og beordrede sin sheriff, sir Gruffuld Llywd, til at udvide forsvarsværkerne, der førte op til portbygningen, med yderligere tårne.

### 1400- til 1600-tallet
I 1400 udbrød der et oprør i North Wales mod det engelske overherredømme. Det blev ledet af Owain Glyndwr. I 1403 var kun en håndfuld borge - med Harlech - fortsat under engelsk kontrol, men borgen havde hverken udstyr eller bemanding til at modstå en belejring, idet garnisonen kun havde tre skjolder?????, otte hjelme, seks lanser, ti par handsker og fire hagebøsser. Ved udgangen af 1404 faldt Harlech til Glyndwr. Harlech blev herefter hans residens, familiens hjem og militært hovedkvarter i de næste fire år. Han afholdt sit andet parlament i Harlech i august 1405. I  1408 påbegyndte engelske tropper, under den fremtidige Henrik 5.'s ledelse, en belejring, hvor man beskød slottet med en kanon, og sandsynligvis ødelagde de sydlige og østlige del af ydermurene. Da dette ikke var nok til at indtage borgen overgav Henrik ledelsen af belejringen til John Talbot og han fortsatte videre til Aberystwyth Castle for at generobre denne borg. Forsyningerne på Harlech begyndte blive brugt op, og både borgherren, Edmund Mortimer, og mange af hans mænd døde af udmattelse. Harlech faldt i februar 1409.
I 1400-tallet var Harlech involveret i en serie borgerkrige kendt som rosekrigene, der brød ud mellem de to familier Huset Lancaster og York. I 1460, efter slaget ved Northampton, flygtede dronning Margaret af Anjou til borgen og mellem 1461–68 havde Lancasters tilhængere kontrol over borgen, under ledelse af Dafydd ap Ieuan, der kæmpede mod Edvard 4. der var fra Huset York. Takket være naturlige forsvarsværker og forsyningsruter via havet lykkedes det at holde Harlech, mens andre fæstninger faldt, og den blev således den sidste store borg, som Lancasterfolkene havde under kontrol. Den blev base for deres operationer over hele området: der blev planlagt operationer i 1464, sir Richard Tunstall startede angreb fra Harlech i 1466 og Jasper Tudor gik i land her med franske forstærkninger i 1468, før man plyndrede byen Denbigh. Tudors ankomst fik Edvard 4. til at beordre William Herbert til at mobilisere en hær, sandsynligvis op mod 10.000 mand stærk, og de erobrede endelig borgen. Efter en måneds belejring overgav den lille garnison sig den 14. august. Belejringen siges at have inspireret til sangen Men of Harlech.
Den engelske borgerkrig brød ud i 1642 mellem royalisterne, der støttede Charles 1., og parlamentets støtter. Harlech var tilsyneladende ikke blevet repareret efter belejringen i 1468 og var meget forfalden med undtagelse af portbygningen, der blev brugt til det lokale byråd. I 1644 udnævnte prins Rupert en lokal royalist, oberst William Owen, som borgens konstabel, og Owen fik opgaven med at reparere forsvarsværkerne. En lang belejring fulgte fra juni 1646 og frem til 15. marts 1647, hvor garnisonens 44 mænd overgav sig til  generalmajor Thomas Mytton. Borgen var den sidste af royalisternes fæstninger på fastlandet, som overgav sig under krigen, og datoen markerede afslutningen på den første fase af krigen. Borgen var ikke længere nødvendig for at sikre North Wales, og for at forhindre at royalisterne atter bemandede den, beordrede rundhovederne, at den blev ødelagt. Ordrene blev kun delvist udført, men porthusets trapper blev ødelagt, og borgen blev generelt betragtet som ubrugelig i militær henseende, men den blev ikke fuldstændigt ødelagt. Sten fra Harlech Castle blev brugt til at bygge huse i byen.

### 1700- til 2000-tallet
I slutningen af 1700-tallet og 1800-tallet begyndte de maleriske ruiner af Harlech Castle at tiltrække besøgende og prominente kunstnere som John Cotman, Henry Gastineau, Paul Sandby, J. M. W. Turner og John Varley. I 1914 blev den overdraget fra Merioneth Crown Estate til Office of Works, der igangsatte et stort restaureringsarbejde efter første verdenskrig. I 1969 blev borgen overdraget til Welsh Office og herefter videre til Cadw i 2000-tallet, der varetager historiske bygninger i Wales, og som i dag driver den som en turistattraktion. Harlech blev en del af Kong Edvards borge og bymure i Gwynedd, som kom på UNESCOs verdensarvsliste. Det bliver betragtet som "det bedste eksempel på sen 1200-tals og tidligt 1300-tals militærarkitektur i Europa".

## Arkitektur
Harlech Castle ligger på en del af Harlech Dome, som er et klippefremspring, der er omkring 60 m højt, og landskabet går stejlt nedad mod nord og vest, og en grøft i klippen beskytter borgen mod de andre sider. Borgen har et koncentrisk design, hvor en række forsvarsværker er omkranset af et andet lag, hvilket danner en indre og en ydre borggård. Den ydre mur var oprindeligt højere end den er i dag. Harlech er bygget af lokal grågrøn sandsten, og der er brugt store regulære blokke til tårnene, og irregulært materiale, muligvis fra grøften, til murene. En blødere gullig sandsten er brugt til dekorative detaljer på borgen, og disse sten stammer muligvis fra stenbrud omkring Egryn Abbey vedBarmouth.
Adgangen til borgen er foregået over en stenbro mellem de to østlige tårn ved voldgraven og den primære portbygning; der findes kun lidt tilbage af disse tårne, og en adgangsvej af træ har erstattet stenbroen. En port mod havet går ud til en beskyttet trappe med 127 trin, som går helt ned til foden af klipperne. I 1200-tallet gik havet tæt op til trappen. Det gjorde det muligt at få forsyninger via båd fra havet, men det har trukket sig meget tilbage i dag, hvilket gør det vanskeligt at forestille sig det oprindelige design.
Portbygningen følger det design, som nogle gange kaldes Tonbridge-stil, som blev populært i 1200-tallet med et stort "D-formet" forsvarstårn på hver side af porten. Adgangen videre ind i borgen blev bevogtet af tre portcullis og mindst to tunge døre. Portbygningen har har to øvre etager, der er opdelt i flere mindre rum. Hver etage har tre store vinduer med udsigt over den indre borggård. Anden sal har yderligere to store vinduer på siden. Der var ildsteder, som oprindeligt havde store skorstene. Anvendelsen af disse rum har været genstand for en del debat. historikeren Arnold Taylor mener, at første sal i portbygningen har været brugt som beboelse af borgens officer, og at anden sal har været brugt til vigtige gæster. Jeremy Ashbee har senere udfordret denne idé: han har foreslået, at beboelsen for de vigtigste personer på borgen, må have befundet sig i den indre borggård, og at portbygningen har haft en anden anvendelse.
Den indre borggård er omkranset af en mur med fire store runde tårne. I 1343 hed de (med uret fra nordøst) Le Prisontour, Turris Ultra Gardinium, Le Wedercoktour og Le Chapeltour, men i 1564 havde de navnene Debtors', Mortimer, Bronwen og Armourer's Towers. Le Prisontour indbefattede en kælder og Le Chapeltour har muligvis haft et artilleriværksted i 1500-tallet. Adskillige bygninger har været opført i den indre borggård: et kapel, køkken, servicebygninger, forrådskammer og en stor sal. Oprindeligt har krenelleringen muligvis været udført med trippel finials ligesom på Conwy, selv om der kun findes ganske få rester af dette i vore dage.
Arkitekturen på Harlech Castle minder meget om den, som findes i Savoyen i samme periode. Dette inkluderer halvrunde buer i døråbningerne, stilen i vinduerne, corbellede tårne og placerubgeb af putloghuller, der normalt bliver tilskrevet arkitekten James af Saint George, som kom fra dette område. Linket mellem Harlech og Savoyen er ikke direkte, da nogle af de sammenlignelige bygninger i Savoyen først blev opført efter James forlod området. Lighederne i de arkitektoniske detaljer kan derfor også være et resultat af håndværkere og ingeniører fra Savoyen, der har arbejdet på Harlech.